# Pronásledování a umučení dr. Šaldy
Pronásledování a umučení dr. Šaldy je divadelní hra Karla Steigerwalda z roku 2004.
Poprvé hru jako dílo anonymního autora uvedlo Národní divadlo ve Stavovském divadle 7. 10. 2004 v režii Michala Dočekala. Hlavní dvojroli ztvárnil Miroslav Donutil, v dalších rolích se představili Jana Boušková, Zuzana Šavrdová, Diana Mórová a Josef Vinklář.
Podruhé a zatím naposledy se hra dostala do repertoáru Divadla na Vinohradech, kde se po souhlasu autora přizpůsobila tamním reáliím. Režisér Šimon Dominik svěřil role Nývlta a Šaldy Marku Holému, jako Mexbauerová vystoupila Jana Kotrbatá, Mladé herečce a Nápovědě propůjčila tvář Vendulka Křížová, v roli Barda se objevil Zdeněk Palusga. Diváci mohli hru zhlédnout od 26. 1. 2024.

## Obsah

### Postavy
- Nývlt, divadelní ředitel
- Šalda, dramatik
- Mexbauerová, manželka Šaldy
- Mladá herečka
- Nápověda
- Bard

### Děj
Divadlo na Vinohradech pro hru zvolilo podtitul Pikantní groteska z divadelního prostředí. Nová Šaldova hra Hořký hněv (jindy Hořký čaj nebo Hořký dav) se dočká jen čtyř repríz, po kterých ji divadelní ředitel Nývlt stahuje z repertoáru. Zhrzený Šalda věc nenechá jen tak a usiluje o pomstu, jeho manželka Mexbauerová ve sporu navíc sleduje své vlastní zájmy. V roztržce se objeví i starý Bard a zkušená Nápověda.

## Divadelní inscenace

### Soupis
- 2004 Pronásledování a umučení dr. Šaldy, Národní divadlo (Stavovské divadlo), režie: Michal Dočekal, hrají: Miroslav Donutil, Diana Mórová, Jana Boušková / Zuzana Šavrdová, Josef Vinklář
- 2024 Komedie o pronásledování a umučení dr. Šaldy, Divadlo na Vinohradech (studiová scéna), režie: Šimon Dominik, hrají: Marek Holý, Jana Kotrbatá, Vendulka Křížová, Zdeněk Palusga

### Galerie z inscenace Divadla na Vinohradech

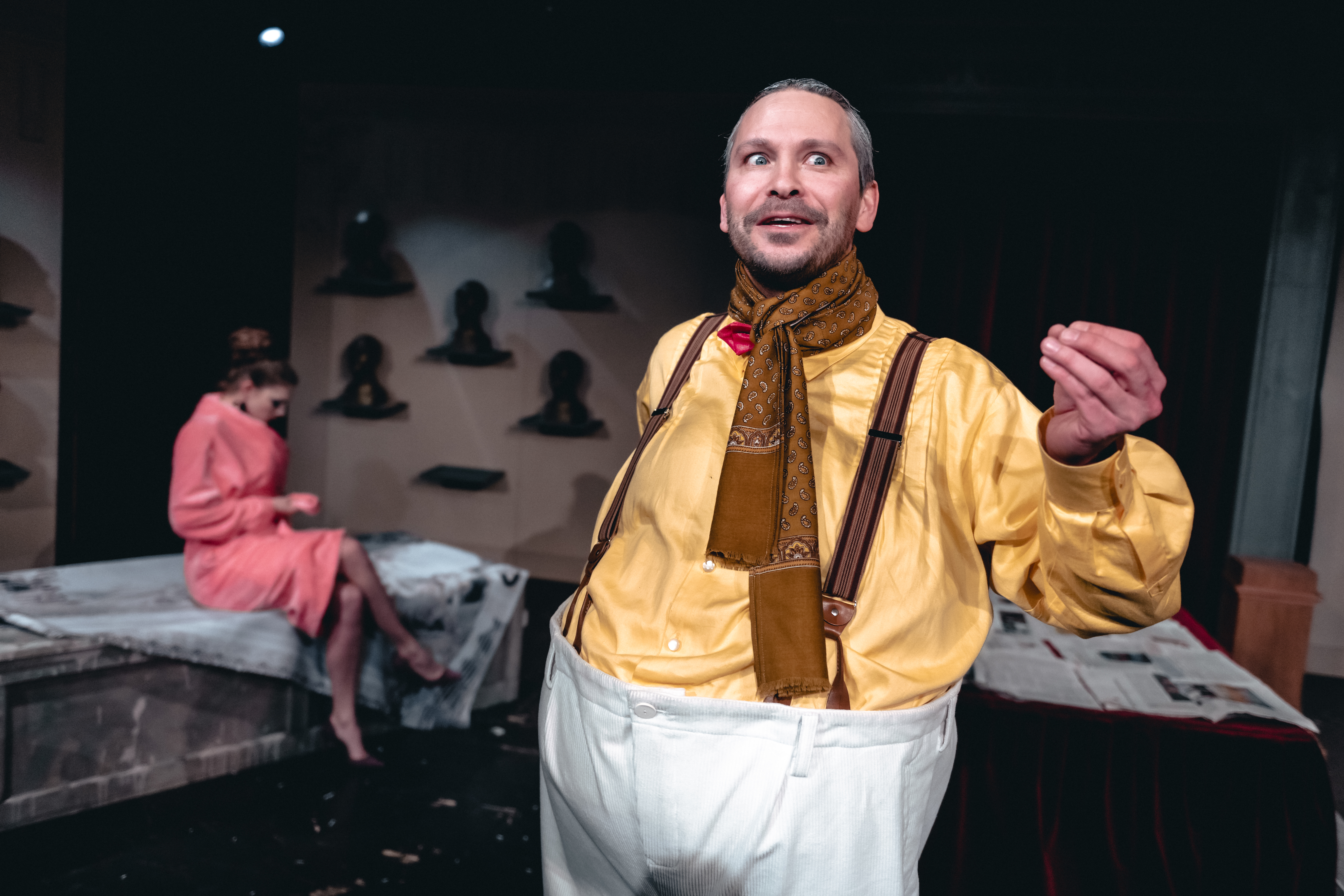
Marek Holý jako Šalda
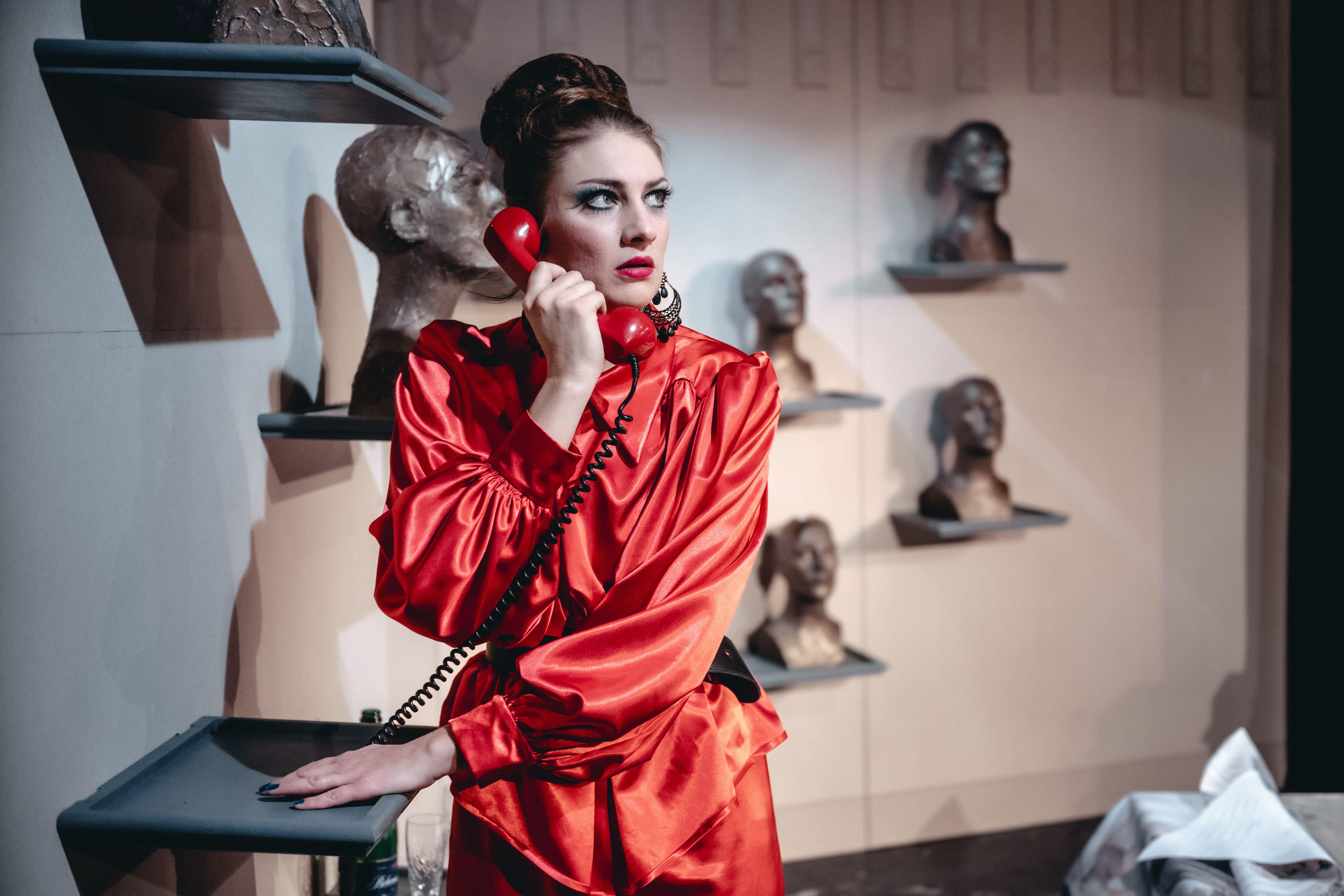
Jana Kotrbatá jako Mexbauerová
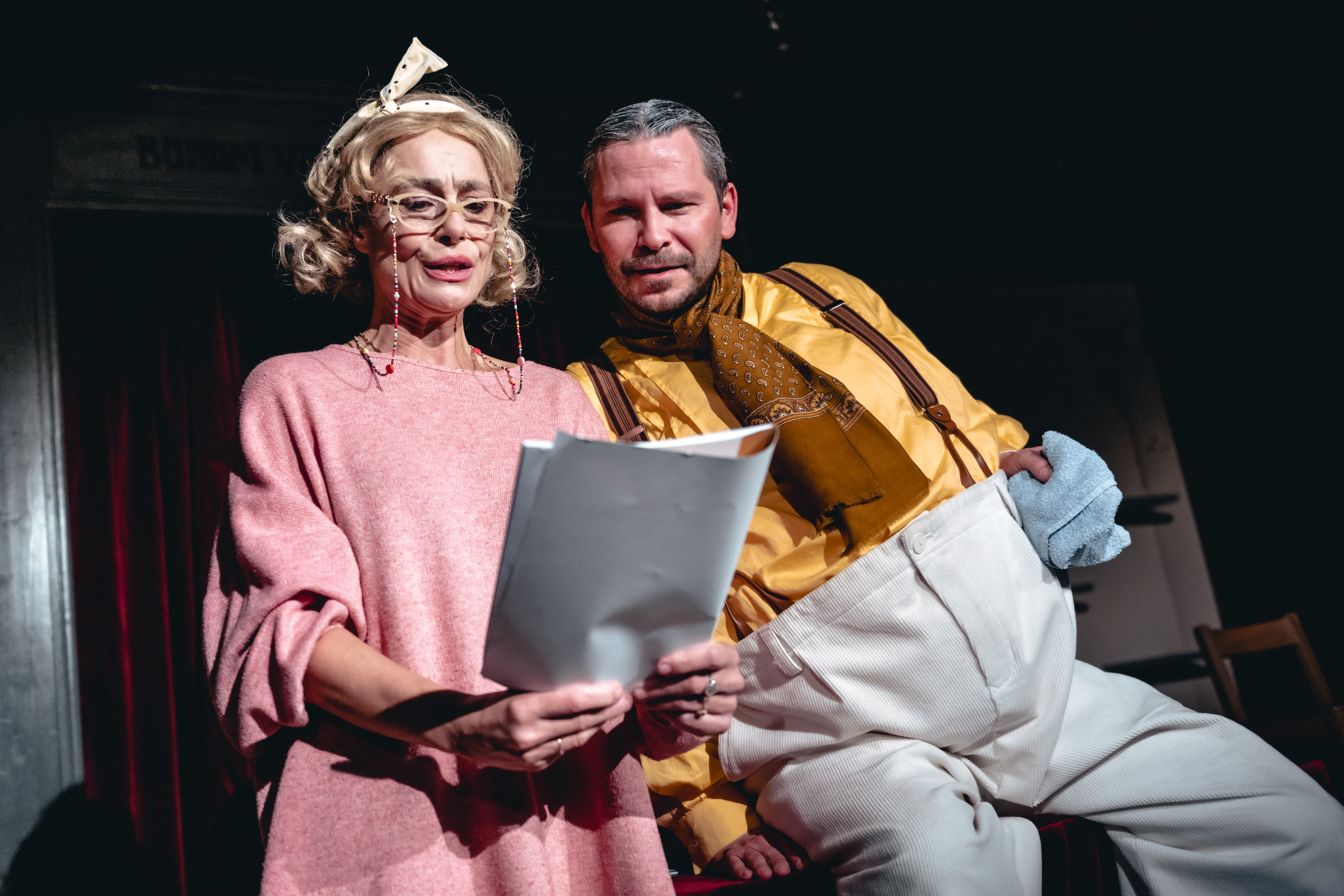
Vendulka Křížová jako Nápověda
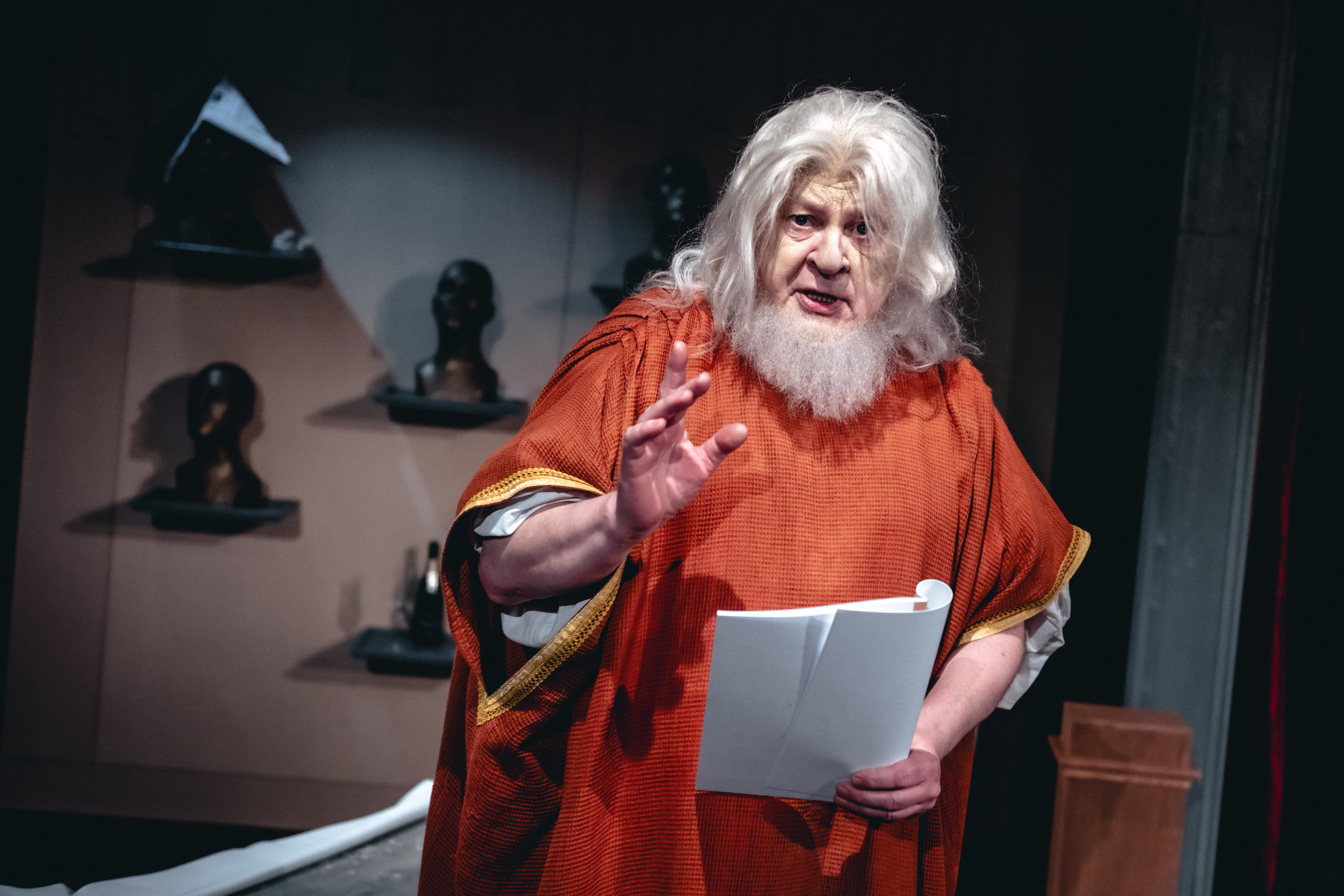
Zdeněk Palusga jako Bard